# ئی‌یوآبزرور
ئی‌یوآبزرور (به انگلیسی: EUobserver) یک روزنامه آنلاین اروپایی است که در سال ۲۰۰۰ توسط سازمان مستقر در بروکسل ئی‌یوآبزرور دات کام (ASBL) راه‌اندازی شد.
این روزنامه به تهیه گزارش‌های روزانه و پوشش گسترده در امور بین‌المللی مربوط به اتحادیه اروپا (EU) می‌پردازد. ئی‌یوآبزرور یکی از اولین رسانه‌های انگلیسی زبان است که به گزارش امور اتحادیه اروپا اختصاص دارد، و با پیوستن بروکسل تایمز، ئی‌یوراکتیو و پولیتیکو یوروپ ادامه پیدا کرد.

## سازمان
این وب سایت اولین بار در سال ۲۰۰۰ توسط لیزبث کرک، روزنامه‌نگار دانمارکی راه‌اندازی شد.
بحث‌های آکادمیک زیادی در مورد اینکه آیا ئی‌یوآبزرور، همراه با سایر نشریات مشابه، می‌تواند در ایجاد یک حوزه عمومی پان‌اروپایی نقش داشته باشد، وجود دارد.
کرک تا سال ۲۰۱۵ هم به عنوان سردبیر و هم مدیر بازرگانی روزنامه خدمت کرد، پس از آن اریک موریس جایگزین او شد و سردبیری نشریه را بر عهده گرفت. در سال ۲۰۱۹، کوئرت دبیوف به عنوان سردبیر جدید ئی‌یوآبزرور منصوب شد. جیمز کانتر روزنامه‌نگار آمریکایی بریتانیایی از فوریه ۲۰۲۲ تا مارس ۲۰۲۲ سردبیری را بر عهده گرفت در همان زمان، شادا اسلام، مفسر مستقر در بروکسل، به عنوان سردبیر مجله ئی‌یوآبزرور به این روزنامه پیوست.

## خوانندگان
این روزنامه مدعی استقلال مالی از نهادهای اتحادیه اروپا و تیراژ روزانه ۶۰۰۰۰ روزنامه است.
در یک نظرسنجی در سال ۲۰۰۸ از ۱۰۰ روزنامه‌نگار مستقر در بروکسل توسط APCO، یک سوم ادعا کردند که از این نشریه به عنوان منبع اخبار اتحادیه اروپا استفاده می‌کنند و در آن زمان، آن را به عنوان «دومین رسانه تأثیرگذار» گزارش‌دهنده در مورد امور اتحادیه اروپا پس از فایننشال تایمز معرفی کردند. همچنین، در یک نظرسنجی رسانه‌ای در سال ۲۰۱۶، که توسط کامرس و برسون-مارستلر در مورد اینکه «چه چیزی بر تأثیرگذاران تأثیر می‌گذارد» انجام شد، مشخص شد که ئی‌یوآبزرور منبع اخبار ترجیحی برای مقامات اتحادیه اروپا است.
از آنجایی که ئی‌یوآبزرور یک رسانه آنلاین است، به استثنای نسخه‌های فصلنامه آن، فالوورهای رو به رشدی در رسانه‌های اجتماعی شامل توییتر، فیس‌بوک و لینکدین دارد که در سال ۲۰۱۹ به ۳۳۰۰۰۰ فالوور رسید.